# Das Wochenblatt
Das Wochenblatt ist eine deutschsprachige Online-Zeitung mit Nachrichten aus Paraguay.
Seit September 2009 erscheint die Zeitung täglich als Online-Ausgabe. Es werden Themen wie Politik, Kultur, Veranstaltungen und deutsches Geschehen in Paraguay abgedeckt.
Seit 2009, mit einer Unterbrechung von zwei Jahren, ist Jan Päßler Gründer und Chefredakteur. Seither publiziert ein Team von Autoren tagtäglich Artikel. Die Autoren wohnen an verschiedenen Orten Paraguays und pendeln teilweise zwischen Deutschland und Paraguay, was für unterschiedliche Betrachtungswinkel sorgt.
Die Leser kommen hauptsächlich aus Paraguay, Deutschland und den angrenzenden deutschsprachigen Ländern. Die Mehrzahl der regelmäßigen Seitenbesucher sind Auswanderer, die in Paraguay ein neues Zuhause gefunden haben und Nachrichten über ihre neue Heimat in ihrer Muttersprache lesen möchten. Daneben gibt es zahlreiche Paraguayer, deren Vorfahren aus deutschsprachigen Ländern einreisten. Es gibt auch eine große Anzahl von mennonitischen Lesern. Die deutsch-paraguayische Industrie- und Handelskammer in Asunción schätzt die Zahl der Deutsch sprechenden in Paraguay auf mehr als 100.000 Personen. Tagtäglich besuchen ungefähr 20.000 Leser die Seite.